# 言论自由之旗
言论自由之旗（英語：Free Speech Flag）是象征个人自由并表达对言论自由支持的旗帜，由艺术家约翰·马科特（John Marcotte）所设计。本旗帜上的颜色条对应的是HD DVD和蓝光光盘中的AACS加密密钥，用户以此绕过数字版权管理，任意拷贝光盘。这面旗帜是AACS密钥泄露引发风波后，于2007年5月1日诞生的。
2007年4月30日，AACS加密密钥泄露并在Digg等网站上传播。之后，美国电影协会和AACS授权管理会（AACS LA）开始发出《停止并终止》律师函，要求相关网站将张贴在网站上的密钥全部删除。马科特为了将扩大密钥的传播范围，以颜色表示密钥内容，设计了本旗帜以示抗议。
网民将该旗帜传播到了多个网站，同时还以此为灵感作曲。之后还有用户为PlayStation 3的类似密钥制作旗帜，向本旗帜致敬。有人认为这是有趣的评论时事方式，还有观点称这形成了新社会思潮。

## 背景

### 数字版权管理
在HD DVD与蓝光光盘中，使用了名为AACS的数字版权管理（DRM）技术。数字版权管理是对数字内容进行加密、混淆的技术，旨在防止有版权的作品被拷贝，以及限制作品的使用，就好比一把「数字锁」。支持者认为，数字版权管理对于保护知识产权是必要的，可以防止作品被文件共享等方式侵权，类似于个人将物理财产锁起来以防止盗窃；数字版权管理有助于让版权持有人对其作品保持艺术控制，以及可以保证持续的现金流。
但反对者认为，没有证据表明数字版权管理能够有效防止侵权，本技术不但造成合法消费者的不便，还会剥夺用户的合法权利，不是「数字锁」而是「数字手铐」。通过数字版权管理，大型企业还可以压制创新和竞争。例如，带有数字版权管理的视频和音乐，用户必须使用特定的程序才能播放，而不能自己选择播放器；个人备份CD和DVD本身是合法的，但数字版权管理禁止资料的拷贝；如果资料如此限制，向图书馆借阅资料、合理使用有版权的作品，以及使用公有领域的作品，都会受到阻碍，从而影响教育和科研。更有甚者，一旦数字版权管理的方式改变，或者终止服务，那么资料就会被永久锁定。
电子前哨基金会认为，数字版权管理是反竞争行为。另一方面，如果试图绕过数字版权管理，也会违反《数字千年版权法》，因此自由软件基金会旗下的组织「设计不良」认为，数字版权管理会造成寒蝉效应，破坏言论自由。

### 密钥泄露风波
2007年4月30日，名为「Rudd-0」的博客发布了HD DVD的加密密钥，即09 F9 11 02 9D 74 E3 5B D8 41 56 C5 63 56 88 C0（常简称为09 F9），并请读者传播此密钥。用户利用此密钥，可以绕过数字版权管理，拷贝本不允许拷贝的HD DVD。事态的发展被新闻媒体报道。而在Digg新闻聚合网站——一家允许用户对新闻进行投票评选的网站——此新闻则获得了最高的票数。由于有超过15000名用户在Digg网站上投票，这则新闻登上了主页。
很快，负责管理加密密钥的AACS授权管理会（AACS LA），在2007年5月1日迅速向Digg发出了《停止并终止》的律师函。在信函中，AACS授权管理会声称，在网站上发布泄露密钥的新闻报道，网站就是在参与非法活动。Digg发表了许多相关的新闻报道。 Digg的CEO杰伊·阿德尔森（Jay Adelson）便宣布，网站将遵守这份《停止并终止》，对密钥新闻进行自我审查。
作家杰里米·戈德曼（Jeremy Goldman）在他的书《走向社会化》（Going Social）中评论道：
|                 | 在消除破解的问题上，AACS（与Digg）唯一的成功是扩大了事态。 |
| ——杰里米·戈德曼 |                                                            |

阿德尔森进行自我审查的决定，出乎意料遭到了Digg社群的强烈反对。Digg用户通过参与网站投票，让有关密钥的新闻淹没了整个网站。Digg的创始人凯文·罗斯（Kevin Rose）认识到了这点， 表示「Digg是热爱倾听用户声音的社区，而这件事就引起了用户的共鸣。」 
在听取了Digg社群对阿德尔森自我审查做法的不满后，罗斯随即宣布撤销本决定。他宣布Digg社区将停止自我审查，并对Digg成员的意见表示理解。他说：「在阅读了上百则新闻和上千条评论后，（我明白了）你们对此态度明确……你们希望Digg进行抗争而不是向大公司屈服。从即刻起立即生效：我们不会再删除任何包括此代码的文章或评论。我们准备面对一切后果。」

## 设计与含义
本旗帜的设计者是约翰·马科特，他是一名作家，并担任《坏话》（Badmouth）网站的编辑，他为了把HD DVD的秘密在互联网上四处传播，而设计了言论自由旗帜，并最终于2007年5月1日把旗帜和一篇文章发表在网站上。在这篇文章中，马科特认为政府为企业的利益而牺牲了公民的权利，甚至连一组数字都能变成企业的知识产权，并对此表示批评。
马科特写道：「我们希望发起一场运动，一场重新要求个人自由，让我们的国家法律不再被公司掌控的运动。」他鼓励浏览者通过互联网散播他的信息，并自由传播他的作品。他说道：「为此，我们制作了一面旗帜，这是个人自由的象征。要把这面旗帜传向四面八方。」
马科特将密钥镶嵌在旗帜自身的颜色中，这面旗帜的颜色用十六进制表示，即为#09F911 #029D74 #E35BD8 #4156C5 #635688。而密钥的最后一个字节「C0」位于旗帜的右下角，则暗示本旗帜是引领这场社会运动的「零号犯罪」（Crime 0）。
他起初将本旗帜以自由许可证发行，「允许人们创造类似的衍生作品」 ，但随后改变想法，将旗帜重新发行在公有领域下。

## 影响

PlayStation 3版本的言论自由之旗，向原始旗帜致敬。

在本旗帜发表之后，博客作者们立刻将言论自由之旗传播到了多个网站，提高了旗帜的知名度。而旗帜中包含的违禁代码也被广泛传播。由于互联网用户传播HD DVD加密密钥的方式十分有创意，此旗帜也成为了互联网的流行文化。
网络用户将印有此代码的T恤穿在身上、写入诗歌、加入嘻哈歌曲的歌词中，还有用其数字来谱写曲子的。音乐家基思·比尔甘（Keith Burgun）创作了以代码命名的歌曲哦九埃弗九并将作品发表在了YouTube上。这首歌的唯一歌词就是加密密钥的数值本身「09 F9 11 02 9D 74 E3 5B D8 41 56 C5 63 56 88 C0」。比尔甘说道，「我觉得它们为平息这组数字所作的徒劳无功的努力，別具喜感，讽刺的是，正是因为他们努力平息这组数字，它现在就变成互联网上最有名的数字了。」
对于马科特的创意是否合法，澳大利亚国立大学的高级讲师马修·里默（Matthew Rimmer）评价道：「我不认为一定要在法律界限之内。这纯粹是评论当下时事的有趣方式。我认为这种做法是为了刻意突显应该被废弃的荒唐法律。」
宾夕法尼亚州立大学的安东尼奥·切拉索（Antonio Ceraso）则以更大的格局看待本旗帜，认为这是新社会思潮的形成，并以此提出了问题：五色条纹旗会不会被《数字千年版权法》认定是绕过数字版权管理的非法装置呢？
本旗帜还启发了杰夫·汤普森（Jeff Thompson），他是史蒂文斯理工学院的助理教授兼「视觉艺术与科技」项目的总监。受到启发，他创作了一首以AACS加密密钥为旋律的音频文件。几年之后，在PlayStation 3游戏主机中一个类似的密钥被破解后，另有用户向本旗帜致敬，创作了PlayStation 3版本的言论自由之旗。